# Ryan Broekhoff
Ryan Broekhoff, (Melbourne, 23 de agosto de 1990) é um basquetebolista australiano que atualmente joga pelo Lokomotiv Kuban disputando a VTB United League. O atleta possui 2,01m, pesa 98kg e atua na posição ala. Fez parte do selecionado australiano que conquistou a vaga para o torneio olímpico de basquetebol dos Jogos Olímpicos de Verão de 2016 no Rio de Janeiro.